# Cadernos do CEAS
A Cadernos do CEAS: Revista Crítica de Humanidades ou simplesmente Cadernos do CEAS é um periódico científico editado pela Universidade Católica do Salvador (UCSAL) em parceria com a Universidade Católica de Pernambuco (UNICAP). Publicada desde seu lançamento em 1969, esta revista está indexada em várias bases como Diadorim.
Na avaliação do Qualis relativo ao ano de 2017-2020 realizada pela Coordenação de Aperfeiçoamento de Pessoal de Nível Superior (CAPES), este periódico foi classificado no extrato A4 para a área de Ciência política.